# داود العراقي
داود يونس عبد الله العراقي (من مواليد 13 سبتمبر 1999) هو لاعب كرة قدم فلسطيني، محترف يلعب كمهاجم لنادي بابلسبيرغ 03.

## الإحصائيات المهنية

### النادي
آخر تحديث 29 فبارير 2020.
| النادي            | موسم            | الدوري                  | الدوري | الدوري  | الكأس  | الكأس   | قاريّ   | قاريّ    | أخرى   | أخرى    | المجموع | المجموع |
| النادي            | موسم            | قسم                     | الظهور | الأهداف | الظهور | الأهداف | الظهور | الأهداف | الظهور | الأهداف | الظهور  | الأهداف |
| ----------------- | --------------- | ----------------------- | ------ | ------- | ------ | ------- | ------ | ------- | ------ | ------- | ------- | ------- |
| بيرلينير أك 07    | 2017–18         | الدوري الإقليمي نوردوست | 1      | 0       | 0      | 0       | -      | -       | 0      | 0       | 1       | 0       |
| بيرلينير أك 07    | 2018–19         | الدوري الإقليمي نوردوست | 15     | 0       | 0      | 0       | -      | -       | 1      | 0       | 16      | 0       |
| بيرلينير أك 07    | المجموع         | المجموع                 | 16     | 0       | 0      | 0       | 0      | 0       | 0      | 0       | 16      | 0       |
| تنس بوروسيا برلين | 2019–20         | NOFV-Oberliga نورد      | 12     | 2       | 0      | 0       | -      | -       | 3      | 0       | 15      | 2       |
| بيرلينير أك 07    | 2019–20         | الدوري الإقليمي نوردوست | 3      | 1       | 0      | 0       | -      | -       | 0      | 0       | 3       | 1       |
| المجموع الوظيفي   | المجموع الوظيفي | المجموع الوظيفي         | 31     | 3       | 0      | 0       | 0      | 0       | 4      | 0       | 35      | 3       |

ملحوظات
1. 1 2  Appearances in the Berlin Cup

### دولي
آخر تحديث 29 فبراير 2020.
| الفريق الوطني | سنة     | الظهور | الأهداف |
| ------------- | ------- | ------ | ------- |
| فلسطين        | 2020    | 3      | 0       |
| المجموع       | المجموع | 3      | 0       |